# 시련 재판
시련 재판(試鍊 裁判/試練 裁判, trial by ordeal) 또는 시죄법(試罪法)은 물, 불, 독 등을 써서 피고에게 육체적 고통이나 시련을 가하고, 그 결과에 따라 죄의 유무를 판단하는 중세의 재판 방법이다. 아래의 재판법들을 거부한다면 그 사람은 유죄로 확정되었다. 재판의 결과는 신만이 알 수 있다고 주장하였으므로 신명 재판(神明裁判)이라고도 한다. 시련 재판은 중세 이후 배심원 재판으로 대체되었다.

## 물의 시련

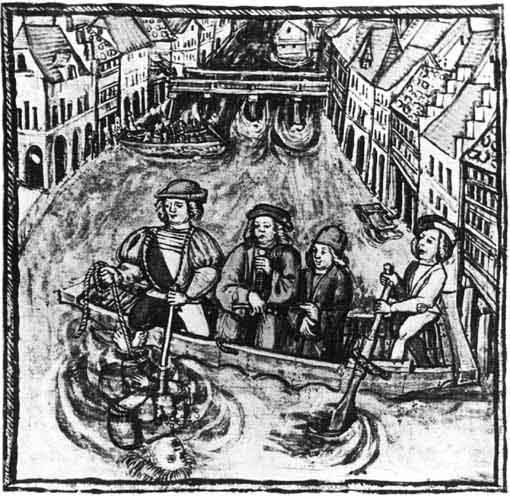
물의 시련에 의한 재판

뜨거운 물에 의한 시죄법에서, 피고는 가마솥의 끓는 물에서 돌 하나를 집어내야 했고, 화상을 붕대로 감은 뒤 3일이 지난 다음 조사하게 되어 있었다. 차가운 물의 시죄법에서는, 피고가 미리 축성(祝聖)된 물속에 들어가야 했다. 그 신성한 물이 피고를 거부하여 피고가 물위로 떠오르면, 유죄로 판결하였다. 피고가 완전히 물속에 잠기면, 피고는 무죄로 인정되었다. 무죄가 된다는 것은 그대로 익사한다는 것을 뜻하고, 떠올라 익사를 면한 경우는 유죄가 되어 교수형이나 화형에 처해졌다.

## 불의 시련

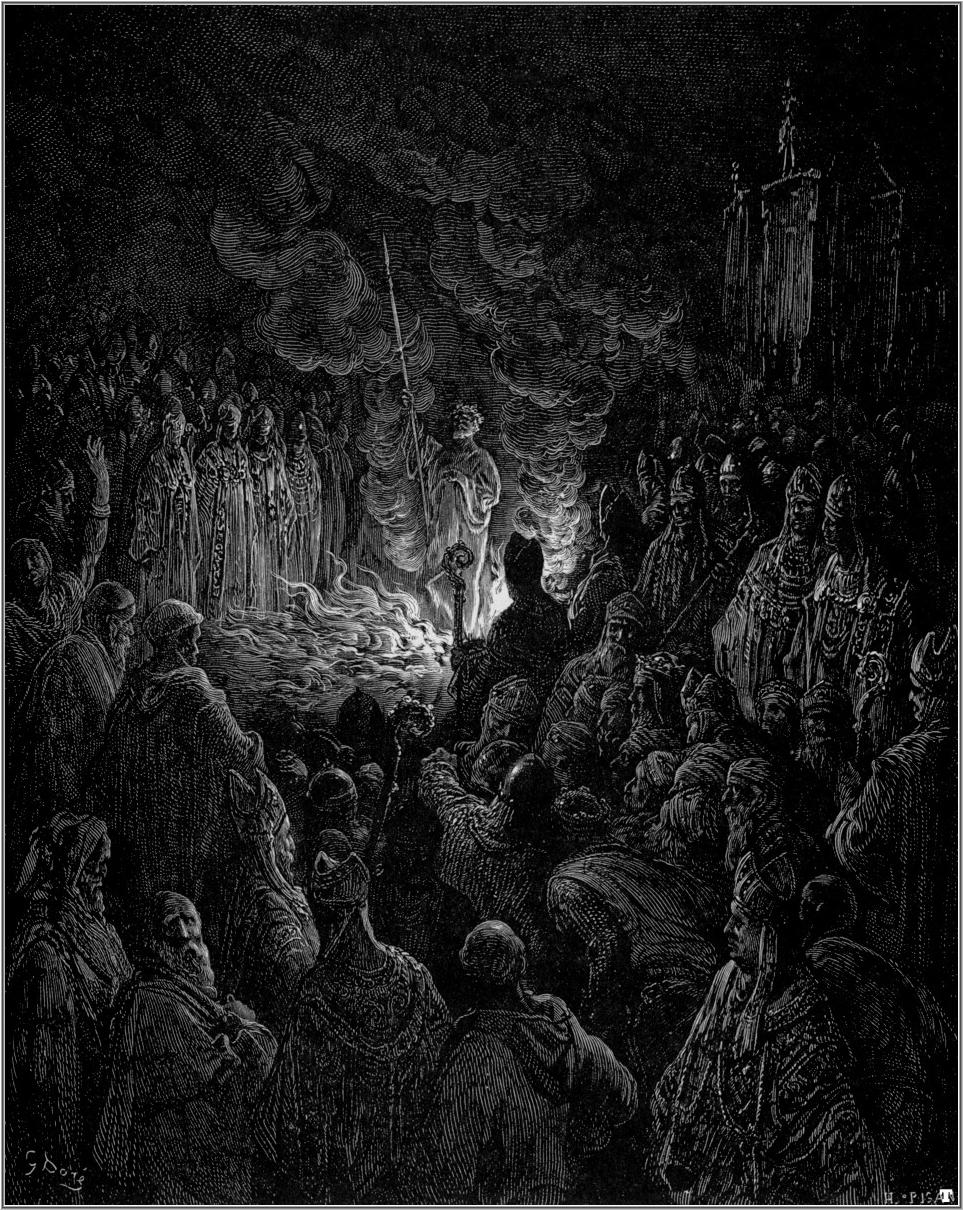
불의 시련에 의한 재판

길을 불로 뒤덮고 피고가 그 위를 걷게 한 뒤, 살면 무죄, 죽으면 유죄이다. 1차 십자군때 롱기누스의 창의 진위여부를 놓고 피에르 바르톨로뮤는 불의 심판을 받았다. 그리고 화상으로 인해 죽고 말았고 십자군 내에 분열이 생겼다.

## 끓는 기름의 시련
펄펄 끓는 기름에 돌이나 반지 등 작은 물체를 넣고 손 등 신체의 일부를 집어넣어 그 물체를 꺼내게 한 뒤, 상태가 온전하면 무죄이고, 화상을 입거나 상태가 온전치 못하다면 유죄가 된다.

## 독의 시련
알칼로이드의 독을 가진 칼라바르 콩(Physostigma berenosum)의 추출액을 먹여 살아남으면 무죄로, 이상이 있으면 유죄로 한다.

## 섭식의 시련
마른 빵을 먹고 목으로 무사히 넘기면 무죄, 토하거나 목에 걸리면 유죄이다. 섭식의 시련은 위의 경우와는 반대로 최고위계급인 사제층이 자신들의 무죄를 입증하기 위한 수단으로 악용하였다.

## 결투 재판
원고와 피고에게 창과 방패를 준다. 그리고 둘 중에 하나가 죽을 때까지 싸워, 죽는 사람이 유죄. 이미 죽은 죄인을 교수대에 매닮으로써 재판이 끝이 난다. 대신 싸워줄 사람을 돈으로 구할 수도 있었다.

## 같이 보기
- 곤틀릿 (형벌)
- 배심 재판